# پلکان (فیلم)
«پلکان» (انگلیسی: Staircase (film)) یک فیلم به کارگردانی استنلی دانن است که در سال ۱۹۶۹ منتشر شد. از بازیگران آن می‌توان به رکس هریسون و ریچارد برتون اشاره کرد.